# Giovanni Battista Fontana
Giovanni Battista Fontana (Brescia, Italia, 1571 - Padua, 1630) fue un compositor y violinista durante el  Barroco italiano entre  finales del siglo XVI y principios del siglo XVII.

## Biografía
La poca información que tenemos sobre su vida proviene del Prefacio de su Sonata a 1,2,3 para Violín o Cornetto, Fagotto,  Chitarrone, Violincino o simile atri Strumenti,  único opus póstumo publicado en Venecia en 1641.
Fue maestro de capilla de Biagio Marini. Trabajó como compositor de violín de Santa María de Gracia en Brescia. Trabajó sucesivamente en Venecia, Roma y en Padua donde murió de la epidemia de la peste en 1630.
Descrito como “ uno de los más fantásticos violinistas y virtuosos de su tiempo “ y apodado “ dal Violino “ . Admirado y reconocido por sus contemporáneos, hasta el punto que el  compositor Bresciano Cesario Gussago le dedicó sus sonatas y sinfonías.
Su libro de  sonatas es uno de los primeros del género. Su estilo, aunque con herencias de la canzona ( estilo del cual Girolamo Frescobaldi fue uno  de los más brillantes representantes ) añade una modernidad en la que el aspecto más remarcable es el Instrumentarium, sobre el cual Fontana fue particularmente preciso.
Su escritura para violín es muy virtuosa , con pasajes de gran velocidad, que demandan una gran precisión por parte del intérprete  (los valores de las notas van hasta la fusa en un tempo ordinario) y por otro lado los pasajes adagio, que precisan como en Frescobaldi una interpretación expresiva , perfecta imitación de la voz cantada, exigiendo del violinista una técnica de arco irreprochable.

## Obras
Sonate a 1, 2, 3 per il Violino o Cornetto, Fagotto, Chitarrone, Violincino o simile altri Strumenti, Venecia, 1641 (recopilación de 18 sonatas para diversos  instrumentos: violín, cornetto, bajón, archilaúd «violincino» u otros instrumentos similares, de una a tres partes solistas sobre un bajo continuo).